# هری پاتر و یادگاران مرگ – قسمت دوم
هری پاتر و یادگاران مرگ - قسمت دوم (به انگلیسی: Harry Potter and the Deathly Hallows - Part 2) فیلمی در ژانر فانتزی و معمایی و محصول مشترک انگلیس و آمریکا در سال ۲۰۱۱ می‌باشد. این فیلم در واقع قسمت دوم از هفتمین فیلم مجموعهٔ فیلم‌های هری پاتر است که در تاریخ ۱۵ ژوئیه ۲۰۱۱ اکران شد. این فیلم هشتمین قسمت از مجموعه فیلم‌های دنیای جادوگری جی.کی. رولینگ است. این فیلم بر اساس رمانی با همین نام نوشتهٔ جی.کی. رولینگ و به کارگردانی دیوید ییتس ساخته شده‌است. این فیلم هشتمین و آخرین فیلم از سری فیلم‌های هری پاتر است که فیلم‌نامه‌اش توسط استیو کلاوز نوشته شده و تهیه‌کنندگانش دیوید هیمن، دیوید بارون و رولینگ بوده‌اند. بازیگران اصلی این فیلم دنیل ردکلیف در نقش هری پاتر، روپرت گرینت در نقش رون ویزلی و اما واتسون در نقش هرماینی گرنجر هستند.
هری پاتر و قدیسان مرگبار-قسمت دوم با استقبال بسیار بالای منتقدان و تماشاگران همراه بود. فیلم از نظر منتقدان سایت متاکریتک و راتن تومیتوز جزو ده فیلم برتر سال ۲۰۱۱ می‌باشد. این فیلم با فروش بیش از ۱٫۳ میلیارد دلار است. این فیلم همچنین پر فروش‌ترین فیلم سال ۲۰۱۱ نیز بود. هری پاتر یادگاران مرگ-قسمت دوم از نظر کاربران سایت IMDB یکی از ۲۵۰ فیلم برتر تاریخ سینماست. این فیلم در روز اول اکران خود توانست چیزی حدود ۴۵۰ میلیون دلار در گیشه فروش بدست آورد و تا سال ۲۰۱۵ در رکورد فروش افتتاحیه یک فیلم در یک روز رکورد دار بود. این فیلم تا اکنون پر فروش‌ترین فیلم تاریخ برادران وارنر است این فیلم نیز در سال۲۰۱۱ که اکران شد بعد از دو اثر جیمیز کامرون یعنی آواتار و تایتانیک در مقام سوم پر فروش‌ترین فیلم‌های جهان قرار گرفت ولی در سال ۲۰۱۲ فیلم انتقام جویان توانست با فروش حدود ۱ میلیارد و ۵۲۰ میلیون دلار در مقام سوم قرار بگیرد و فیلم هری پاتر یادگاران مرگ ۲ تا پایان سال ۲۰۱۴ در مقام چهارم بود. هری پاتر اکنون در مقام ۱۳ پرفروش‌ترین فیلم‌های جهان قرار دارد چیزی حدود ۹۵۰ میلیون دلار این فیلم توانست در سایر کشورهای جهان به فروش گیشه دست پیدا کند اما در آمریکا فروش این فیلم چیزی معادل ۴۰۰ میلیون دلار بوده‌است.

## داستان
داستان در ادامه هری پاتر و یادگاران مرگ - قسمت اول ادامه می‌یابد. هری پاتر و دو دوستش هرماینی گرنجر و رون ویزلی در یک ویلا به سر می‌برند. آن‌ها در ویلا از یک جن به نام گریپهوک تقاضای کمک برای سرقت از بانک گرینگوتز را می‌کنند. گریپهوک نیز شرطی برای آن‌ها می‌گذارد او خواهان شمشیر گریفندور است آن‌ها نیز قبول می‌کنند که اگر گریپهوک در پیداکردن جان پیچ به آن‌ها کمک کند شمشیر را به او خواهند داد. آن‌ها با قیافه‌های مبدل وارد بانک می‌شوند، اما طی اتفاقاتی به حالت عادیشان بازمی‌گردند. آن‌ها فنجان جان‌پیچ را پیدا می‌کنند اما گریپهوک به آن‌ها خیانت می‌کند و آن‌ها مجبور می‌شوند سوار بر یک اژدها از بانک فرار کنند. همزمان لرد ولدمورت نیز از گم شدن جان پیچ با خبر می‌شود و تمام جن‌های بانک گرینگوتز را قتل‌عام می‌کند.
همزمان هری و دو دوستش در جستجوی جان پیچی دیگر به هاگوارتز می‌روند اما توسط مرگ‌خوارها محاصره می‌شوند اما توسط ابرفورت دامبلدور برادر کوچک آلبوس دامبلدور نجات میابند. ابرفورت ان‌ها ترغیب به فرار می‌کند اما آن‌ها قبول نمی‌کنند و ابرفورت آن‌ها را به هاگوارتز می‌فرستد آن‌ها در اتاق ضروریات ظاهر می‌شوند و مورد استقبال دوستانشان قرار میگرند. آن‌ها دنبال جان پیچی دیگرند اما نمی‌دانند آن چیست و دقیقاً کجاست.
در همین حال سوروس اسنیپ مدیر مدرسه هاگوارتز دانش‌آموزان را احضار می‌کند تا اگر از محل اختفای هری پاتر چیزی می‌دانند به او بگویند. اما در همان هنگام گروهی از محفل ققنوس از راه می‌رسند نبرد سختی بین ارتش مرگ خواران و مدرسه هاگوارتز درمی‌گیرد. هری نیز در جستجوی جان پیچ به سراغ بانوی خاکستری یا هلنا ریونکلا می‌رود هلنا نیز اطلاعات مهمی را در اختیار او می‌گذارد. در همین هنگام رون و هرماینی به تالار اسرار می‌روند و به وسیلهٔ نیش باسیلیسک فنجان را نابود می‌کنند هری نیز تاج ریونکلا را میابد اما در همین هنگام دراکو مالفوی و کراب و گویل برای کشتن هری به اتاق می‌آیند اما رون و هرماینی نیز به کمک هری می‌آیند اما ناگهان کراب دریایی از آتش را در اتاق می‌سازد اما نمی‌تواند آن را قطع کند؛ هری و رون و هرماینی به کمک جاروهای پرنده از اتاق خارج می‌شوند و جان پیچ نیز در اتاق می‌سوزد اکنون ولدمورت بسیار ترسیده و بسیار مراقب مار خود نجینی است که آخرین جان‌پیچ اوست اما ابر چوبدستی به ولدمورت عمل نمی‌کند او سیوروس اسنیپ را احضار می‌کند او می‌گوید که تنها راه وفاداری ابرچوبدستی به من نابودی اوست زیرا او دامبلدور را کشته‌است.
هری و رون و هرماینی شاهد نابودی اسنیپ هستند اسنیپ در لحظه آخر عمرش بخشی از خاطراتش را در اختیار هری می‌گذارد. در این لحظه ولدمورت اعلام عقب‌نشینی می‌کند تا ارتش هاگوارتز بتواند به مرده‌ها سرو سامان بدهد. هری نیز به قدح اندیشه می‌رود؛ و در خاطرات اسنیپ او متوجه میشود که اسنیپ به هیج وجه انسان بدی نبود بلکه مرگ دامبلدور تصمیمی بود که باهم گرفتند. همچنین متوجه می‌شود که خود نیز یک جان پیچ است و باید به دست ولدمورت کشته می‌شود. او شجاعانه به سوی جنگل می‌رود اما وقتی طلسم ولدمورت به او می‌خورد تنها جان پیچ درون وجود هری از بین می‌رود و خود هری زنده می‌ماند. ولدمورت به خیال اینکه پیروز شده به تحقیر معلمان و جنگجویان هاگوارتز می‌پردازد. اما هری بلند می‌شود و فرار می‌کند و پس از چند درگیری، افعی ولدمورت نگینی، بدست نویل لانگ باتم که شمشیر گریفیندور را در دست دارد، کشتهکه می‌شود و تنها خود ولدمورت می‌ماند که هری در
یک دوئل نهایی، او را خلع سلاح و نابود می‌کند.
نوزده سال بعد، هری و جینی پاتر، هرماینی، رون ویزلی و دراکو مالفوی و همسرش فرزندان خودشان را به هاگوارتز می‌فرستند.

## پذیرش

### واکنش منتقدان
فیلم نقدهای خوبی دریافت کرد. در نوامبر سال ۲۰۱۲ سایت راتن تومیتوز مبنی بر ۳۰۵ رای درجه ۹۶٪ و با نمره ۸٫۳ از ۱۰ را دریافت کرد. این سایت این‌طور توضیح داد: «هیجانی، بازی‌های قوی و جلوه‌های بصری خیره کنند، همه مجموعه هری پاتر را به اثری زضایت‌بخش و پایان جادویی مناسب تبدیل می‌کند.» در متاکریتیک که بر اساس امتیاز منتقدان از ۱۰۰ است، فیلم نمره خوب ۸۷ را بر اساس ۴۱ نقد به دست آورد که تحسین جهانی به حساب می‌آید.

### گیشه
هری پاتر و یادگاران مرگ قسمت دوم ۳۸۱٫۰۱۱٫۲۱۹ میلیون دلار در آمریکا و کانادا فروش داشت و ۹۶۰٫۵۰۰٫۰۰۰ میلیون دلار در بازار جهانی فروش داشت و در کل ۱٬۳۴۱٬۵۱۱٬۲۱۹ فروخت. این فیلم هشتمین فیلم پرفروش تاریخ، پرفروش‌ترین فیلم سال ۲۰۱۱ شد، پرفروش‌ترین فیلم بین سری هری پاتر و پرفروش‌ترین فیلم اقتباسی از کتاب کودکان است. این فیلم رکورد فروش در روز افتتاحیه را از آن خود کرد. در فروش جهانی این فیلم رکورد سریع‌ترین فروش را به طوری که ۴۰۰ میلیون دلار (۵ روز)، ۵۰۰ میلیون دلار (۶ روز)، ۶۰۰ میلیون دلار (۸ روز)، ۷۰۰ میلیون دلار (۱۰ روز)، ۸۰۰ میلیون دلار (۱۲ روز)، ۹۰۰ میلیون دلار (۱۵ روز) و در نهایت ۱٬۳۴۱٬۵۱۱٬۲۱۹ دلار.

## بازیگران
- دنیل ردکلیف در نقش «هری پاتر»
- روپرت گرینت در نقش «رون ویزلی»
- اما واتسون در نقش «هرماینی گرنجر»
- آلن ریکمن در نقش «سوروس اسنیپ»
- مگی اسمیت در نقش «مینروا مک‌گونگال»
- هلنا بونهام کارتر در نقش «بلاتریکس لسترنج»
- رابی کالترین در نقش «روبیوس هاگرید»
- جیم برودبنت در نقش «هوریس اسلاگهورن»
- تام فلتون در نقش «دراکو مالفوی»
- دیوید تیولیس در نقش «ریموس لوپین»
- بانی رایت در نقش «جینی ویزلی»
- جیمز فلپس و الیور فلپس در نقش «فرد ویزلی» و «جورج ویزلی»
- تیموتی اسپال در نقش «پیتر پتی‌گرو»
- جان هرت در نقش آقای «اولیوندر»
- جیسون آیزکس در نقش «لوسیوس مالفوی»
- کلی مک‌دانلد در نقش «هلنا ریونکلا»
- گری اولدمن در نقش «سیریوس بلک»
- جولی والترز در نقش «مالی ویزلی»
- وارویک دیویس در نقش «گریپهوک» و «فیلت‌ویک»
- کیران هایندز در نقش «ابرفورث دامبلدور»
- کلیمانس پوزی در نقش «فلور دلاکور»
- دامنل گلیسون در نقش «بیل ویزلی»
- شان بیگرستف در نقش «الیور وود»
- رالف فاینس در نقش «ولدمورت»